# 咸平新徳古墳群
咸平新徳古墳群（ハムピョン しんとくこふんぐん/シンドッコブングン）は、大韓民国（韓国）全羅南道咸平郡月也面礼徳里にある古墳群。全羅南道記念物第143号に指定されている（指定名称は「함평예덕리신덕고분군（咸平禮德里新德古墳群）」）。
長鼓墳（前方後円形墳）1基と円墳1基の2基で構成される。朝鮮半島南部には長鼓墳10数基が分布し、日本に多く存在する前方後円墳との関連が指摘されるが、本古墳群の長鼓墳はそのうちの1つになる。

## 概要
朝鮮半島南部、咸平郡北東縁の平野部において北に円墳、南に前方後円形墳の2基が隣接して築かれている。これまで1991年に盗掘跡発見に伴う緊急調査が、1992年に国立光州博物館による第1次発掘調査がなされている。前方後円形墳（長鼓墳）のうちでは初めて石室構造が明らかになっている。
周辺では3世紀頃から4世紀頃築造の万家村古墳群や、百済系横穴式石室を有する月渓里石渓古墳などが知られる。しかしその後の古墳系譜はないと見られるため、新徳古墳群はこの地域で突如出現した古墳になる。
2基の古墳域は、1992年3月9日に全羅南道記念物第143号に指定されている。

## 一覧

### 1号墳

#### 概要
新徳1号墳は、2号墳の南17メートルに位置する古墳。1号墳と2号墳の間、ならびに1号墳の東西外側は平坦面に整地されている。墳丘は丘陵上で盛り土したもので、南北線から西に15度傾く方向を主軸として前方後円形をなし、前方部を北北西に向ける。外部施設のうち造出は認められていないが、段築（2段築成）・葺石が見られる。墳丘周囲には周濠があり、陸橋部8ヶ所が確認されている。
埋葬施設は両袖式横穴式石室で、地表面より高所に形成されている。墳丘主軸と直交する東西方向に長方形の石室を設け、これに短い羨道を西南西方向に付す。玄室規模は、長さ約2.9メートル、幅約2.3メートル、高さ約2.4メートル。奥が広く手前が狭い羽子板状で、その内壁は赤く塗られ、床面には割石が敷かれている。壁面最下段の板石（腰石）を置くなどの構造は、北部九州や有明海沿岸地域と直接的に系譜関係を持つと見られている。玄室内には2.47×0.90×0.30メートルの棺台の上に木棺が設置された。石室は盗掘に遭っているが、頭部を銀装した釘などが見つかったことから百済系装飾木棺を使用したと推測される。また玄室内からは、鏃・刀・矛・挂甲・鉄鎌・鉄刀子・轡・雲珠・鐙といった鉄製武具・鉄製農耕具・鉄製馬具のほか、金銅冠・飾履・金製耳環・飾り玉・漆器片・長頸壺が出土した。一方、羨道からは多量の土器が見つかっている。これらのうち、銀装三角穂式鉄鉾・捩り環頭大刀は倭（日本）系の副葬品、飾履などの装身具は百済系の副葬品になる。
この1号墳は5世紀末頃の築造と推定される。

#### 墳丘
1号墳の規模は次の通り。
- 墳丘長：51メートル
- 後円部
  - 直径：30メートル
  - 高さ：5メートル
- くびれ部
  - 幅：19メートル
  - 高さ：3.25メートル
- 前方部
  - 幅：25メートル
  - 高さ：4メートル

墳丘の外形に関しては、荒神森古墳（福岡県北九州市）との類似が指摘される。

### 2号墳

#### 概要
新徳2号墳は、1号墳の北17メートルに位置する古墳。直径15メートルを測る円墳であるが、北側の裾部は後世の水路建設に伴い削られている。埋葬施設は横穴式石室。その構造は百済の陵山里古墳群に見られる形式とされる。
この2号墳は1号墳に遅れる7世紀の典型的な百済後期古墳とされ、1号墳とは時期・系譜的に無関係と見られている。

#### 墳丘
2号墳の規模は次の通り。
- 直径：15メートル
- 高さ：1.5メートル

## 文化財

### 全羅南道記念物
- 함평예덕리신덕고분군（咸平禮德里新德古墳群） - 全羅南道記念物第143号。1992年3月9日指定[1]。

## 現地情報
所在地
- 全羅南道咸平郡月也面礼徳里山176番地（전라남도 함평군 월야면 예덕리 산176번지）

交通アクセス
- バス：光州広域市の光州総合バスターミナル（Uスクエア）から、バスで「신덕마을（新徳村）」バス停下車 （乗車時間約100分、下車後西方へ徒歩すぐ）